# Домбровський (герб)
Домбровський (пол. Dąbrowski, пол. Panna, лат. Virgo Violata) — спочатку польський шляхетський та історично пізніше російський дворянський герб. Герб носить назву прізвища Домбровських, з яких відомий був Станіслав отримавший у 1676 р. гідність шляхтича від короля Яна III Собеського, Матей у 1727 р. на посаді «субделегата» (лат. élections) міста Ленчиця, Осип у 1753 р. войський у Іновроцлаві володар маєтку «Вольне» у «Бжесько-Куявському воєводстві» (Берестейське воєводство, Куявсько-Поморське воєводство).

## Опис

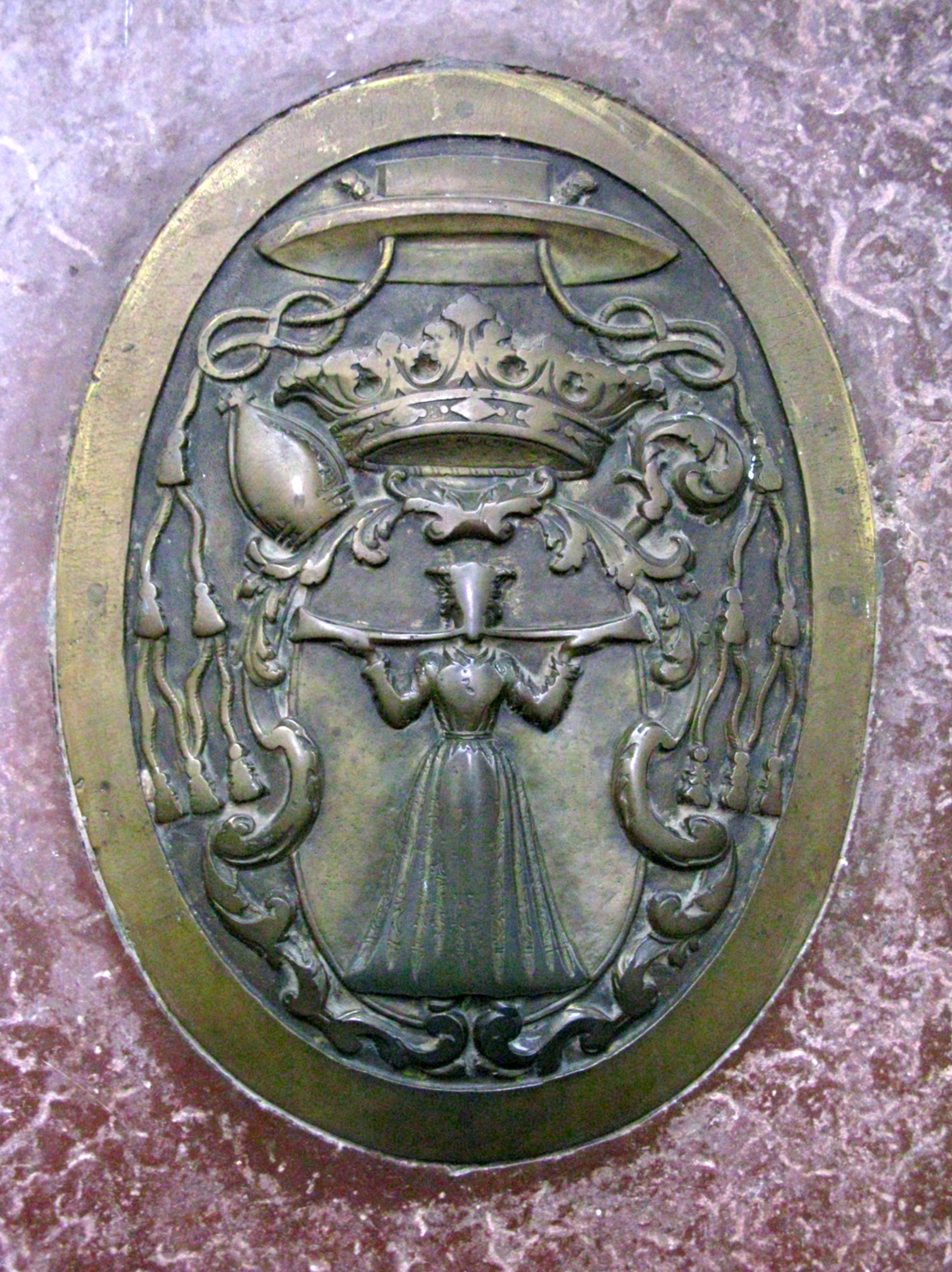
герб абата Казимира Домбровського в Олівському соборі м. Гданська

Даний герб та рід Домбровських відомі з XIV–XV століття в Речі Посполитій. Що важливо виєднати, оскільки відомо, що носії прізвища однакового з назвою герба є першими і старовинними володарями однойменного герба. Етимологічно походить назва герба та прізвище власників гербу (Домбровський) від топоніма Домбровка (пол. Dąbrówka). Звідки відомий був у 1472 р. стольник прусський Миколай, котрий був каштеляном — у 1476 р., воєводою — у 1479 р. і старостою. Староста Єжи Домбровський гербу «Домбровський» — у 1472 р.; хорунжий Ян — у 1482 р., каштелян — у 1482 р., воєвода — у 1501 р., староста — у 1504 р.. Це старовинніше ніж подають російські джерела, адже для цього мусили вносити їх до шостої частини «стародавніших благородних шляхетних родів» Дворянської Родовідної Книги без вимог заслуги та вислуги перед Російською імперією для права внесення в 1-2 частини. Це ставлення пояснюється історією «разбору шляхти» після поділів Речі Посполитої та польськими повстаннями (1830–1831, 1863 років) тощо.
Згідно спогадів дочки генерала Яна Генріка Домбровського, Богуслави Домбровської (Манковської) цей герб утворений був на увічнення пам'яті Марії Домбровської, яка керувала армією проти вторгнення військ Тевтонського ордену Пруссії, немов «польська Жанни д'Арк», і її славу увічнено в гербі, що пізніше отримав додаткові назви «панни» та «діви» (пол. Panna, лат. Virgo Violata).
У червоному полі дівиця в білому одязі з розпущеним волоссям і в золотій короні, сурмить у дві золоті труби на два боки. У нашоломнику видніє подібна діва між двох золотих труб, за які вона тримається. Герб «Домбровський» внесений до першої частини «Гербовника дворянських родів Царства Польського» в Російській імперії (стор. 148). У зв'язку з чим, дану гілку роду Домбровських прізвища Домбровські гербу «Домбровський» слід відрізняти від Домбровських представників гербу «Домброва» (внесені до I-ї част. на стор. 141 того ж Гербовнику), гербу «Доленга» (част. I, стор. 159) і гербу «Ястржембєц» (част. II стор. 148).
І сучасні геральдисти та генеалоги вирізняють окрему гілку Домбровських гербу «Домбровський» серед інших (як «власний» 37-й «пол. Własne» у шерезі).

## Представники
Домбровські (Ян Генрик Домбровський), Кремські (пол. Kremski), Счупліньські (пол. Sczupliński), Чепелін (пол. Czepelin), Щупліньські (пол. Szczupliński).